# Vagabondspindling
Vagabondspindling (Cortinarius microspermus) är en svampart som beskrevs av J.E. Lange 1940. Cortinarius microspermus ingår i släktet Cortinarius och familjen spindlingar.  Arten är reproducerande i Sverige. Inga underarter finns listade i Catalogue of Life.
I den svenska databasen Dyntaxa används istället namnet Cortinarius vespertinus för samma taxon.  Arten är reproducerande i Sverige.